# Epstein-Glashütten

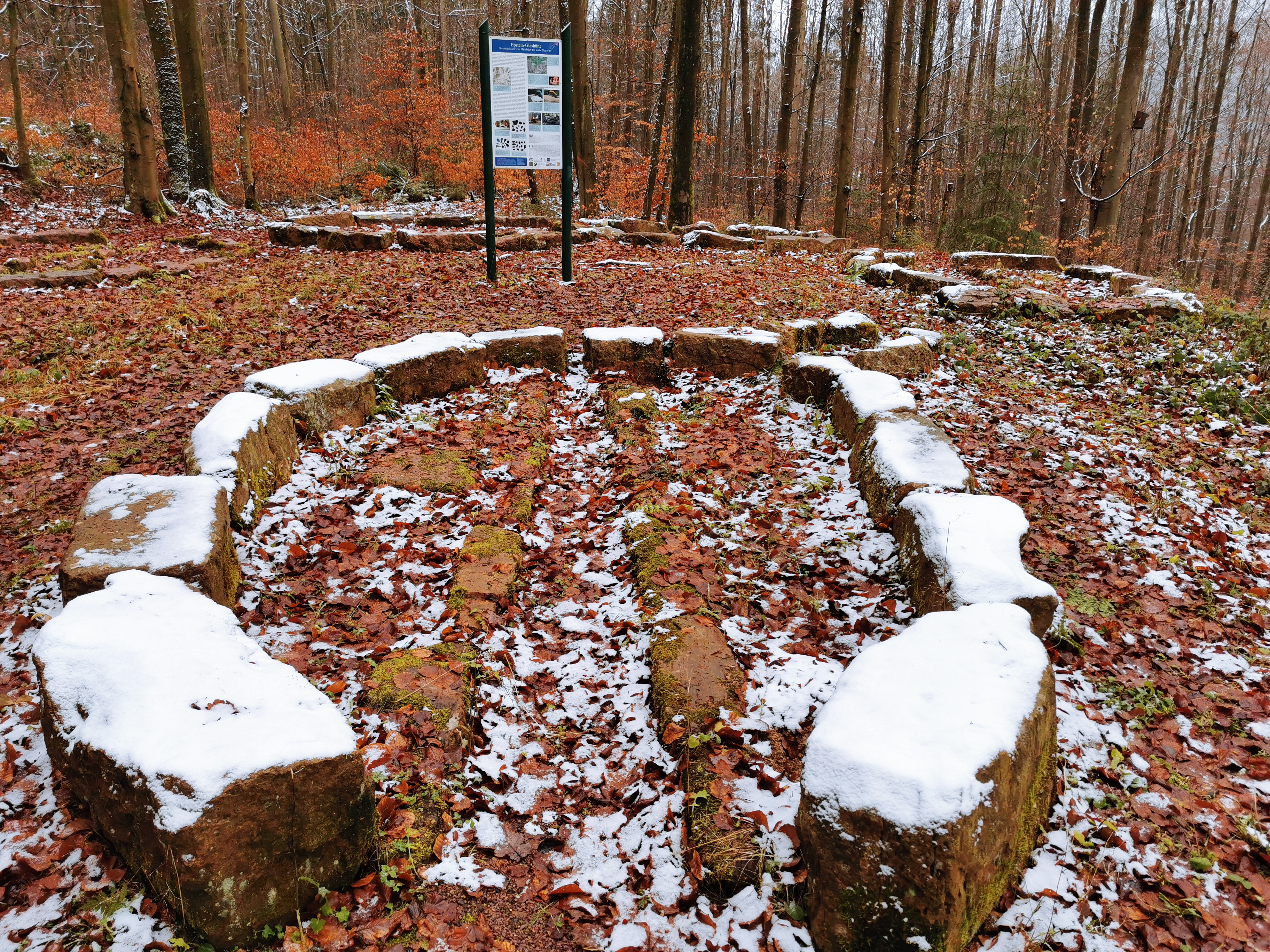
Nachbildung der Glashütte Epstein I auf dem Originalstandort

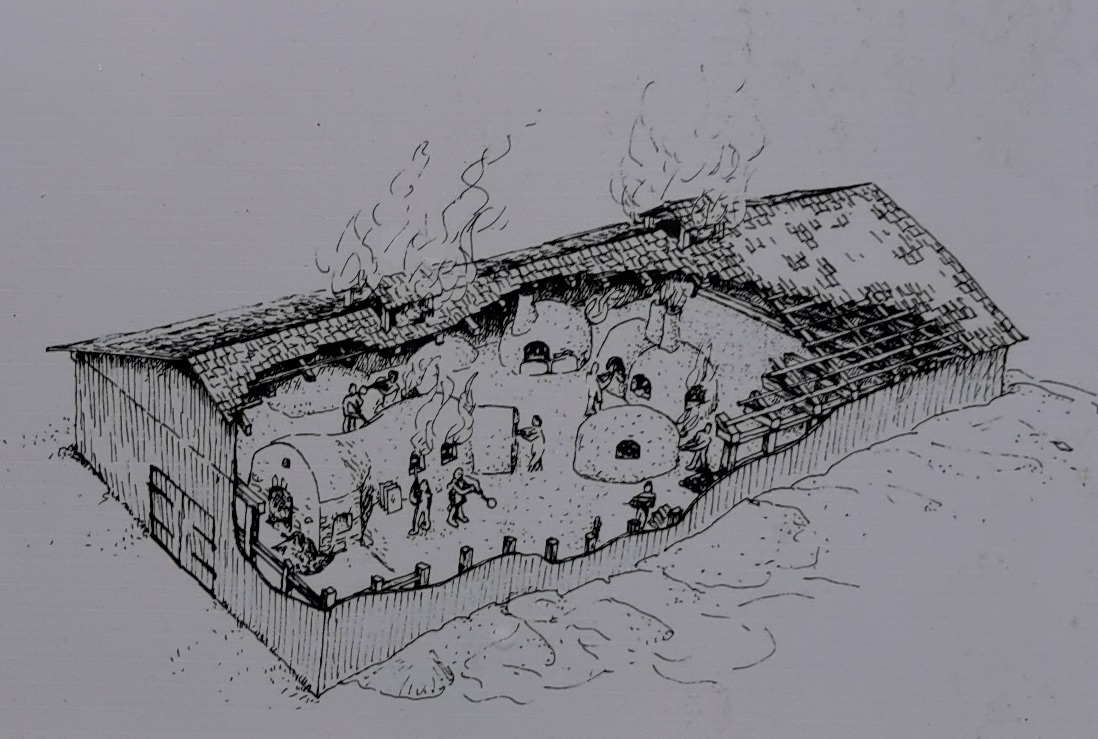
So könnte der Holzbau vom Standort Epstein I ausgesehen haben

Die Epstein-Glashütten waren zwei Glashütten des 16. und 17. Jahrhunderts im Spessart bei Edelbach im heutigen Landkreis Aschaffenburg in Bayern. Beide Glashütten wurden 1980 ausgegraben und nach der dort liegenden Waldabteilung „Ebstein“ benannt.

## Geographie
Die rekonstruierten und als Bodendenkmal (Aktennummer: D-6-5821-0015) ausgewiesenen Reste der Epstein-Glashütten liegen im gemeindefreien Gebiet Schöllkrippener Forst, südlich von Bamberger Mühle am Fuße des Ölberges (461 m) im Tal des Büchelbaches. Die Glashütte „Epstein I“ liegt zugänglich am Degen-Weg. „Epstein II“ befindet sich wenige Meter entfernt, wurde vollständig abgedeckt und somit für die Nachwelt konserviert. In der näheren Umgebung gab es 19 weitere Glashüttenstandorte, wie beispielsweise an den Kahlquellen.

## Geschichte
Am alten Verbindungsweg von Wiesen nach Edelbach wurden die beiden Epstein-Glashütten errichtet, die für die Jahre 1510 bis 1512 durch einen Mainzer Bestandsbrief urkundlich belegt sind. Die fünf aus rotem Buntsandstein erbauten Öfen der Glashütte standen nicht frei im Wald, sondern zum Schutz innerhalb eines großen Holzgebäudes. Es gab einen Hauptofen, zwei Nebenöfen sowie zwei Streck- und Kühlöfen.

### Ausgrabung und Rekonstruktion
Im Jahr 1980 wurden die beiden Glashütten in einem Projekt der Deutschen Forschungsgemeinschaft ausgegraben. Zum Vorschein kamen Fundstücke wie Hohlglas und Flachglas sowie verfallene und kaum mehr wahrnehmbare Öfen. Die Ruinen wurden mit atmungsaktiven Folien abgedeckt und Kies aufgetragen. Auf der neuen Oberfläche markierte man die originalen Grundrisse der Öfen. Aus der Umgebung wurden unbehauene Sandsteine unterschiedlicher Größe an den Glashüttenstandort gebracht und die Grundrisse rekonstruiert. Etwa 50 cm über den originalen Ofenruinen wurden die neuen Steinumrisse und Schür- bzw. Feuerungskanäle errichtet. An der ehemaligen Glashütte „Epstein I“ wurde eine Informationstafel aufgestellt, worauf unter anderem die Illustration des Gebäudes von Thomas Küntzel und Peter Steppuhn zu sehen ist.